# Poljanec (priimek)
Poljanec je priimek več znanih Slovencev:
- Aleš Poljanec, dr. gozdarstva, naravovarstvenik
- Andrej Poljanec (*1984), atlet, skakalec ob palici
- Andreja Poljanec (*1976), psihologinja, psihoterapevtka
- David Poljanec (*1986), nogometaš
- Erik Poljanec, kolesar
- Ivan Poljanec (+ 1935), vladni komisar za Maribor
- Janez (Ivan) Poljanec (1855—1933), podobar (kipar, slikar)
- Leopold Poljanec (1872—1944), gimnazijski profesor, naravoslovec (geolog, paleontolog, biolog)
- Leo Poljanec (1889—1960), Codellijev sodelavec v Afriki, filmski igralec
- Ljudmila Poljanec (1874—1948), pesnica in dramatičarka
- Ludvik Poljanec (*1956), elektrotehnik, zastopnik pri ESČP - laik, politik
- Maja Poljanec Nemec, igralka
- Marija Poljanec, babica (1. predsednica babiškega društva 1919)
- Marjan Poljanec (*1943), prevajalec
- Maša Poljanec, pianistka
- Miha Poljanec (*1995), kolesar
- Nani Poljanec (pravo ime Aleksander Jurkovič), zbiralec, "ljudski umetnik", igralec ..
- Savo Poljanec (1907—1966), vojaški pilot, polkovnik letalstva JLA
- Taras Poljanec (1908—1964), violinist
- Uroš Poljanec (*1991), nogometaš
- Vinko Poljanec (1876—1938), duhovnik in koroški narodni borec